# Особливі прикмети: Чарівний красень
«Особливі прикмети: Чарівний красень» (італ. Segni particolari: Bellissimo) — італійська комедія творчого дуету Кастеллано і Піполо. Фільм вийшов 22 грудня 1983 року, у головних ролях — Адріано Челентано і Федерікою Моро.

## Сюжет
Письменник Матіа (Адріано Челентано) — чарівний красень, на якого вішаються всі жінки. Він платить своїй сусідці, прекрасній і юній Мікелі (Федеріка Моро), щоб та під виглядом його дочки забраковувала всіх, хто хоче затягнути його під вінець.

## У ролях
- Адріано Челентано — Матіа
- Федеріка Моро — Мікела
- Джанні Бонагура — професор
- Сімона Маріані — Лідія
- Анна Канакіс — Розалія
- Тіберіо Мурджа — Сарудзо
- Джиммі іл Феномено — Ді-джей
- Джакомо Росселлі — Клаудіо
- Мікела Альбанезе — Мірелла
- Сільвіо Спаччесі — Прете
- Раффаеле Ді Сіпіо — епізод

## Знімальна група
- Режисер — Франко Кастеллано, Джузеппе Моччіа;
- Сценарій — Франко Кастеллано, Джузеппе Моччіа;
- Продюсер — Джованні Ді Клементе;
- Оператор — Даніло Дезідері;
- Композитор — Джино Сантерколе;
- Художник — Бруно Амальфітано, Мауріціо Тоналіні;
- Монтаж — Антоніо Січільяно.

## Кінорецензії
| Ліві лапки | «„Особливі прикмети; дуже гарний“ (1984 р., режисери Кастеллано і Піполо). Герой його — невиправний грішник, донжуан, про пригоди якого глядач дізнається зі сповіді священику. Він грішить, поки його не приборкує юна сусідка [...] яка давно мріяла вийти за нього заміж (нова партнерка — Федеріка Моро, переможниця на конкурсі краси) — радянський кінокритик Георгій Богемський, «Феномен Челентано», збірка щорічника «Екран» (1986) | Праві лапки |

## Факти
- Фільм зібрав 3.4 мільярди лір в італійському прокаті.